# Коло (фільм, 1975)
«Коло» (перс. دایرهٔ مینا) — іранська драма 1975 року режисера та сценариста Даріуша Мехрджуї. Фільм розповідає про молодого чоловіка, який намагається отримати гроші для оплати лікування свого хворого батька і втягується в життя на задвірках суспільства, експлуатуючи інших бідних і маргіналізованих людей за їх кров. Зірки фільму Саїд Кангарані, Еззатолла Ентезамі, Алі Нассіріан і Форузан.
Після багатьох років заборони фільм вийшов в Ірані 12 квітня 1978 року. Стрічка стала першим кандидатом від Ірану на здобуття премії «Оскар» як найкращий фільм іноземною мовою.

## Сюжет

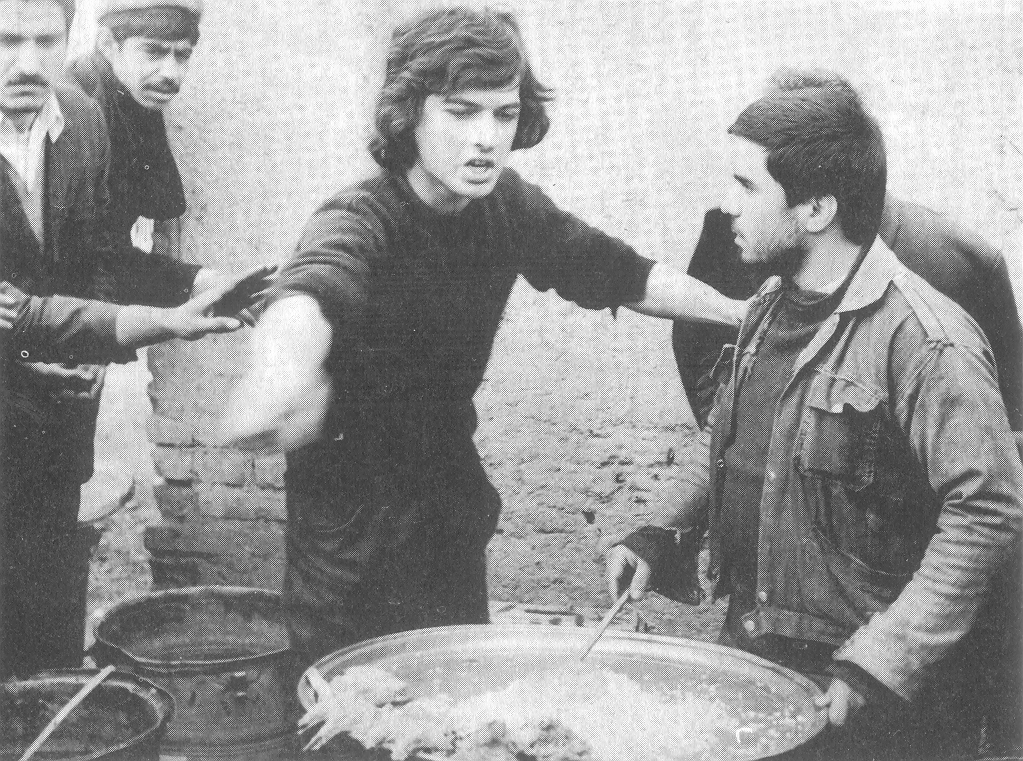
Саїд Кангарані у ролі Алі

Молодий чоловік Алі, який живе разом із родиною в передмісті Тегерана, відвозить хворого батька Есмаїла до великої лікарні, але не може оплатити його приймання, тому проводить кілька днів на вулиці, поки не зустріне лікаря Самері. Есмаїл просить лікаря допомоги; Самері влаштовує для них місце розташування. Вони прибувають, і Самері каже їм увійти у вантажівку, де знаходяться ще кілька людей. Алі й Есмаїл продовжують питати, але відповідей не отримують. Вони прибувають у лабораторію, де купують донорську кров. Есмаїл відмовляється, але Алі продає трохи крові за яку отримує 20 томанів. Як з'ясувалося, Самері — торговець людською кров'ю, який купує її у бідних людей з залежністю задешево та продає лікарням. Під час перебування у лікарні з Есмаїлом Алі знайомиться з молодою медсестрою Захрою. Самері переконує Алі працювати на нього, шукаючи донорів крові. Стан Есмаїла поступово гіршає, він помирає. Алі досягає певного кар'єрного успіху та починає нове життя.

## У ролях
- Саїд Кангарані як Алі
- Еззатола Ентезамі як лікар Самері
- Форузан як Захра
- Алі Нассіріан як Есмаїл
- Бахман Ферсі як лікар Давудзаде
- Есмаїл Мохаммаді як батько Алі
- Рафі Халаті як лікар
- Соруш Халілі як кухар лікарні
- Ірай Рад як інтерн
- Мохаммед Мотій як продавець крові
- Джамшид Лаєг як лікар

## Виробництво

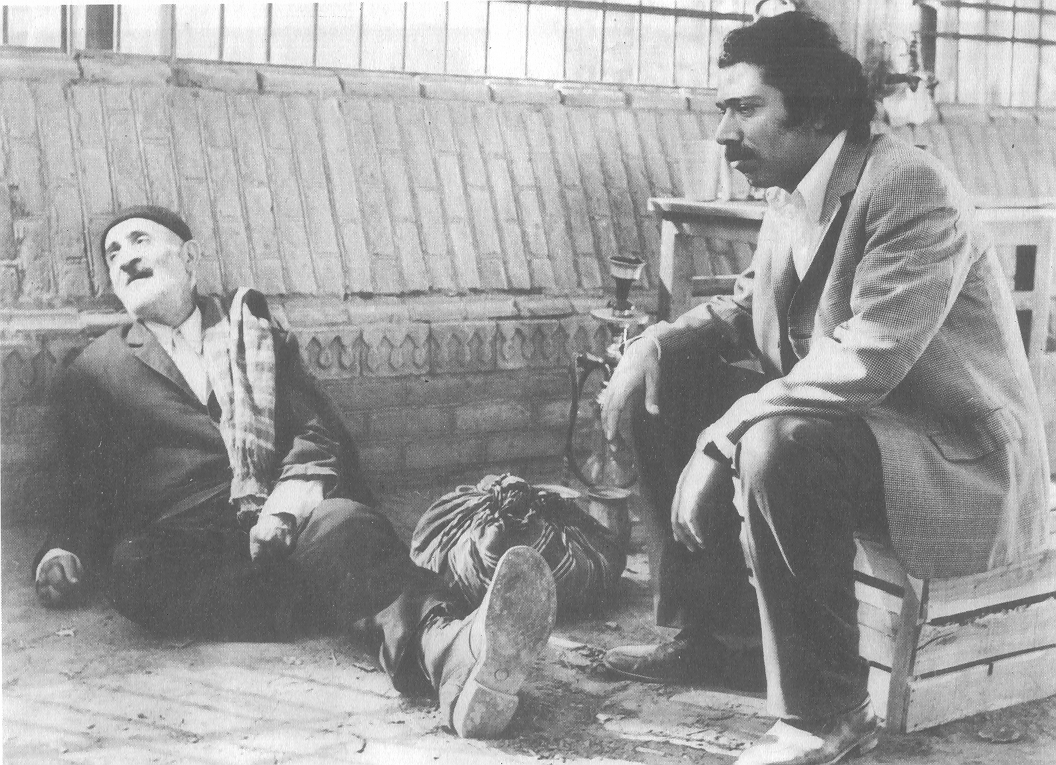
Алі Нассіріан (у ролі Есмаїла) та Есмаїл Мохаммаді (у ролі батька Алі)

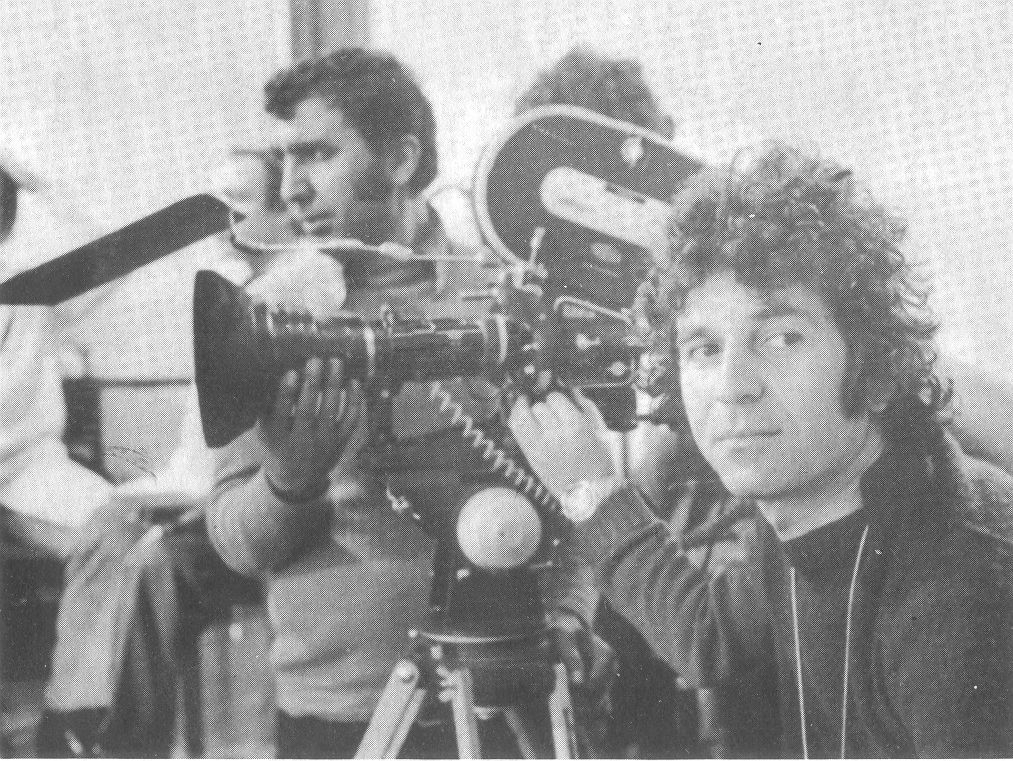
Даріуш Мехрджуї за лаштунками фільму

Це другий фільм Мехрджуї, після стрічки «Корови», знятий за твором Голама-Хоссейна Са'еді. Сценарій — адаптація роману «Багаття» із серії «Могила та колиска». У кінокартині режисер досяг досконалого соціального реалізму. Значна частина цього успіху, як і в «Корові», пов'язують з внеском Са'еді. Він співпрацював з Мехрджуї та творчою групою під час огляду та навіть виробництва. Ентезамі, який зіграв Самері, сказав: «Зрештою, робота була, як і раніше, коли ви працюєте з Мерджуї, та ж сама специфіка персонажа Самері та його етичних і поведінкових ознак; але цього разу доктор Са'еді був присутній теж, і кожен раз, коли я працював над романом, так воно й було. Я завжди спілкувався з доктором Са'еді та використовував його допомогу.» Зміни, які фільм має у порівнянні з романом, здебільшого зумовлені художніми потребами або більшою обмеженістю цензури в кіно, ніж у книгах.

## Випуск
Виробництво закінчилося у 1974 році, але дозвіл на випуск був отриманий у 1977 році. Прем'єра відбулась на Паризькому кінофестивалі восени 1977 року та на Берлінському кінофестивалі 1978 року. Широкий прокат в Ірані розпочався 12 квітня 1978 року. Випуск привернув увагу глядачів і критиків. «Випуск „Кола“ був після чотирирічної затримки, його показували протягом п'яти тижнів у „Cinema Atlantik“ і шість тижнів у „Cinema Diana“, касові збори склали понад 16 мільйонів ріалів. Окрім загального визнання, фільм отримав похвалу фахівців і критиків».

## Сприйняття

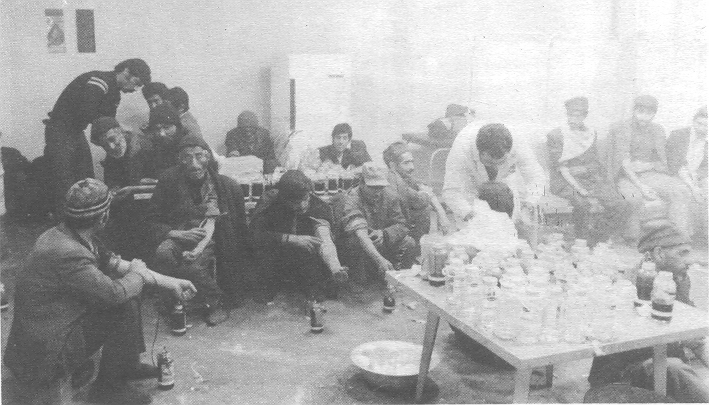
Бідні продають кров (сцена з фільму)

Як і решта фільмів Мехрджуї, драма «Коло» отримала багато рецензій та про неї написано багато критичних заяв в іранських і зарубіжних журналах. Смілива тема фільму, багаторічна заборона та використання комерційних кінозірок, таких як Форузан, зробили кінокартину найбільш суперечливим проєктом Мехрджуї.
Прем'єра відбулась на кількох кінофестивалях, зокрема в Парижі, Берліні, Вальядоліді (Іспанія), Гонконзі, Музей образотворчих мистецтв у Бостоні (США), це принесло нагороди. Він став кандидатом на здобуття премії «Оскар» як найкращий фільм іноземною мовою.